# 이성환 (축구 선수)
이성환(1984년 5월 28일 ~ )은 대한민국의 전직 축구 선수이자 현 축구 지도자로 현재 건국대학교 축구부 감독직을 맡고 있으며 현역 시절 포지션은 수비수였다.